# Hisonotus charrua
Hisonotus charrua är en fiskart som beskrevs av Almirón, Azpelicueta, Casciotta och Litz 2006. Hisonotus charrua ingår i släktet Hisonotus och familjen Loricariidae. Inga underarter finns listade i Catalogue of Life.